# Барабаны в ночи
«Барабаны в ночи» (нем. Trommeln in der Nacht) — одна из ранних пьес немецкого поэта и драматурга Бертольта Брехта, обозначенная автором как комедия.

## История создания
Первую версию своей небольшой пьесы Брехт закончил в 1919 году и назвал её «Спартак», имея в виду «Союз Спартака» — организацию, созданную левыми социал-демократами и в самом конце 1918 года преобразованную в КПГ. Брехт принял участие в Ноябрьской революции в Германии, некоторое время сотрудничал в органе Независимой социал-демократической партии (К. Каутского и Р. Гильфердинга) газете «Фольксвилле», но очень скоро, разочарованный, отошёл от политики. Плодом этого разочарования и стала пьеса «Барабаны в ночи» — о человеке, который восстаёт против «социальной несправедливости», но, получив личное удовлетворение, тотчас отказывается от борьбы.
Известный исследователь творчества Брехта Эрнст Шумахер считал пьесу «Барабаны в ночи» вариацией на тему написанного годом раньше «Ваала»: то же «прославление голого эгоцентризма» (пользуясь выражением самого Брехта), но на сей раз соотнесённое с конкретным историческим моментом.
С эстетической точки зрения Брехт противопоставлял «Барабаны в ночи», как и другие свои пьесы, с одной стороны, натурализму, господствовавшему в театре того времени, с другой стороны, экспрессионизму — ведущему направлению в немецкой литературе послевоенных лет: «Студента-биолога, — писал Брехт много лет спустя, — отталкивала от себя экспрессионистическая драматургия того времени — „О, человек!“ — с характерным для неё нереальным псевдоразрешением конфликтов. В ней был сконструирован абсолютно невероятный и уж, во всяком случае, неэффективный коллектив „добрых“ людей, который был призван при помощи морального осуждения навсегда уничтожить войну». Непосредственной пародией на экспрессионистов в пьесе Брехта стали братья Манке, комментирующие конфликт в самом витиеватом стиле, сочувствующие Краглеру, как жертве Первой мировой войны, и безуспешно пытающиеся пристыдить тех, кто издевается над ним и гонит его прочь.
В 1922 году «Барабаны в ночи» были поставлены на сцене в Мюнхене и стали первой пьесой Брехта, увидевшей свет рампы. Широкой известности автору пьеса не принесла и репертуарной не стала, но обратила на Брехта-драматурга внимание авторитетного берлинского критика Герберта Иеринга. «В один вечер, — писал проницательный критик, — двадцатичетырёхлетний… Берт Брехт изменил поэтический облик Германии. С Бертом Брехтом мы обрели новое звучание, новую мелодию, новое видение». Благодаря Йерингу пьеса была отмечена Премией им. Г. Клейста, в 1923 году её опубликовало Издательство трёх масок в Мюнхене.
Когда в 1954 году Брехт готовил к изданию собрание своих пьес, он был настолько не удовлетворён «Барабанами в ночи», что поначалу не хотел включать пьесу в собрание. «…Я вижу, — писал Брехт в предисловии к первому тому, — что свойственный мне дух противоречия (…) привёл меня на самую грань абсурда… Видимо, моих познаний не хватало на то, чтобы показать всю серьёзность пролетарского восстания зимы 1918/19 года; их оказалось достаточно лишь для того, чтобы показать несерьёзность участия в этом восстании моего „героя“ — скандалиста. …Мне не удалось заставить зрителя взглянуть на революцию иначе, чем её видел „герой“ Краглер… В то время я ещё не владел техникой очуждения».
Пьесу в собрание Брехт всё-таки включил, увидев в ней законный протест против идеалистической позиции тех писателей, в первую очередь экспрессионистов, которые, по его словам, «отказывались принимать во внимание подлинные, повсеместно наблюдаемые явления и изображали революцию как чисто духовный, этический подъём людей». При этом он существенно переработал «Барабаны в ночи»; по поводу внесённых и не внесённых изменений сам драматург писал: «…Многого я сделать не мог. Образ солдата Краглера, мелкого буржуа, я не имел права трогать. Должно было остаться также и относительное оправдание его позиции…» Брехт предпочёл «осторожно» усилить противоположную сторону: у трактирщика Глубба в этой новой версии появился племянник — молодой рабочий, участник Ноябрьской революции, погибший в первые её дни. «В лице этого рабочего, — считал Брехт, — солдат Краглер получил некоего антипода, который, правда, очерчен лишь весьма бегло, но благодаря угрызениям совести трактирщика приобретает известный вес. Придётся положиться на то, что читатель или зритель сам, без помощи необходимого в данном случае очуждения, перейдёт от сочувствия герою комедии к антипатии».
На русском языке «Барабаны в ночи» впервые были опубликованы в 1972 году, в поздней редакции, в переводе Г. Ратгауза.

## Действующие лица
- Андреас Краглер
- Анна Балике
- Карл Балике, её отец
- Амалия Балике, её мать
- Фридрих Мурк, её жених
- Бабуш, журналист
- Первый прохожий
- Второй прохожий
- Глубб, хозяин пивной
- Манке из бара «Пикадилли»
- Манке по прозвищу «Любитель изюма», его брат
- Пьяный брюнет
- Бультроттер, разносчик газет
- Августа, проститутка
- Мария, проститутка
- Служанка
- Продавщица газет

## Сюжет
Действие происходит в Берлине, ноябрьской ночью 1918 года. За окном стрельба; Карл Балике, владелец фабрики снарядных ящиков, хочет выдать свою дочь Анну замуж за энергичного и подающего большие надежды Фридриха Мурка, с которым она близка и от которого, по ряду признаков, уже беременна. Анна противится браку: её жених, Андреас Краглер, в 1914 году был призван в действующую армию и в самом начале Первой мировой войны пропал без вести, — Анна любит Мурка, но не может забыть и Краглера и опасается, что он ещё вернётся.
В конце концов она уступает настояниям родителей и самого Мурка; пылко влюблённый то ли в Анну, то ли в фабрику её отца, Мурк настаивает на немедленной помолвке.
В самый разгар торжества появляется Краглер — живой и невредимый, но изголодавшийся, оборванный и без гроша в кармане: все эти годы он находился в плену в Африке. Нажившиеся на войне Балике и Мурк высмеивают нищего жениха. Поскольку Анна тем временем склоняется на сторону Краглера, Мурк напоминает невесте о её беременности, и Анна сама просит Краглера уйти.
На улице — восстание; Краглер, не зная, куда податься, заходит в пивную Глубба, у которого в самом начале восстания погиб племянник. В пивной он находит сочувствующих и призывает вместе с ним присоединиться к восставшим; однако по пути к месту боёв встречает Анну. Неверная невеста просит его вернуться, и у Краглера, который ещё недавно готов был повеситься, тотчас пропадает желание «подставлять свою голову под топор». Он мечтает о тёплой постели и чистой сорочке, его не смущает то, что Анна беременна от другого, — послав к чёрту своих спутников, Краглер уходит вместе с Анной.

## Сценическая судьба
Впервые пьеса была поставлена режиссёром Отто Фалькенбергом в мюнхенском «Каммершпиле», премьера состоялась 29 сентября 1922 года. В конце декабря того же года Фалькенберг поставил «Барабаны в ночи» в Немецком театре в Берлине; одобренная Иерингом пьеса подвергалась жестокой критике со стороны другого авторитетного специалиста — Альфреда Керра. Особенно не понравился Керру язык пьесы: «Язык становится у этого повара-импровизатора настоящим винегретом».
В СССР пьесу не любили и даже не включили в 5-томное издание сочинений Брехта, выходившее в свет в первой половине 60-х годов. Впервые «Барабаны в ночи» были поставлены в 2007 году в театре «Et cetera».

### Известные постановки
- 1922 — «Каммершпиле», Мюнхен. Постановка Отто Фалькенберга. Премьера состоялась 29 сентября
- 1922 — Немецкий театр. Постановка Отто Фалькенберга; художник Каспар Неер. Роли исполняли: Краглер — Александр Гранах, Анна — Бландине Эбингер. Премьера состоялась в конце декабря
- 1984 — театр Анклама. Постановка Ф. Касторфа, запрещена СЕПГ, режиссёр уволен.
- 2007 — «Et cetera». Постановка Уланбека Баялиева; художник Юрий Гальперин; композитор Дмитрий Курляндский. Роли исполняли: Краглер — Валерий Панков, Анна Балике — Наталья Ноздрина, Карл Балике — Игорь Арташонов, Амалия Балике — Ольга Белова, Фридрих Мурк — Николай Молочков. Премьера состоялась 24 января[16]
- 2016 — Московский драматический театр имени А. С. Пушкина. Постановка Юрия Бутусова; художник Александр Шишкин. Роли исполняют: Анна Балике — Александра Урсуляк, Андреас Краглер — Тимофей Трибунцев, Фридрих Мурк — Александр Матросов, Бабуш — Вера Воронкова. Премьера состоялась 11 ноября 2016 г.